# Villanovafranca
Villanovafranca (en sard, Biddanoa Franca) és un municipi italià, dins de la província de Sardenya del Sud. L'any 2007 tenia 1.491 habitants. Es troba a la regió de Marmilla. Limita amb els municipis de Barumini, Escolca (CA), Gesico (CA), Guasila (CA), Las Plassas i Villamar.

## Administració
| Període | Identitat     | Partit        |
| ------- | ------------- | ------------- |
| 2005-   | Daniela Figus | Llista cívica |